# Tour Down Under 2009
Il Tour Down Under 2009, undicesima edizione della corsa e valevole come prima gara del Calendario mondiale UCI 2009, si svolse in sei tappe dal 20 al 25 gennaio 2009, per un percorso totale di 802 km attorno ad Adelaide, Australia. Fu vinto dall'australiano Allan Davis, che terminò la corsa in 13h26'59", e vide il ritorno alle gare di Lance Armstrong.
La Down Under Classic 2009, apertura ufficiale della corsa, fu vinta da Robbie McEwen.

## Tappe
| Tappa  | Data       | Percorso                    | km  | Vincitore di tappa | Leader cl. generale |
| ------ | ---------- | --------------------------- | --- | ------------------ | ------------------- |
| 1ª     | 20 gennaio | Norwood > Mawson Lakes      | 140 | André Greipel      | André Greipel       |
| 2ª     | 21 gennaio | Hahndorf > Stirling         | 145 | Allan Davis        | Allan Davis         |
| 3ª     | 22 gennaio | Unley > Victor Harbor       | 136 | Graeme Brown       | Allan Davis         |
| 4ª     | 23 gennaio | Burnside Village > Angaston | 143 | Allan Davis        | Allan Davis         |
| 5ª     | 24 gennaio | Snapper Point > Willunga    | 148 | Allan Davis        | Allan Davis         |
| 6ª     | 25 gennaio | Adelaide > Adelaide         | 90  | Francesco Chicchi  | Allan Davis         |
| Totale | Totale     | Totale                      | 802 |                    |                     |

## Squadre e corridori partecipanti
| N.    | Cod. | Squadra                 |
| ----- | ---- | ----------------------- |
| 1-7   | THR  | Team Columbia-High Road |
| 11-17 | AST  | Astana Team             |
| 21-27 | ALM  | AG2R La Mondiale        |
| 31-37 | SIL  | Silence-Lotto           |
| 41-47 | KAT  | Team Katusha            |
| 51-57 | SAX  | Team Saxo Bank          |
| 61-67 | BBO  | Bbox Bouygues Telecom   |
| 71-77 | COF  | Cofidis                 |
| 81-87 | FDJ  | Française des Jeux      |
| 91-97 | GCE  | Caisse d'Epargne        |

| N.      | Cod. | Squadra                |
| ------- | ---- | ---------------------- |
| 101-107 | QST  | Quick Step             |
| 111-117 | EUS  | Euskaltel-Euskadi      |
| 121-127 | MRM  | Team Milram            |
| 131-137 | LAM  | Lampre-N.G.C.          |
| 141-147 | RAB  | Rabobank               |
| 151-157 | LIQ  | Liquigas               |
| 161-167 | GRM  | Team Garmin-Slipstream |
| 171-177 | FUJ  | Fuji-Servetto          |
| 181-187 | UNI  | UniSA-Australia        |

## Dettagli delle tappe

### 1ª tappa
- 20 gennaio: Norwood > Mawson Lakes – 140 km

| Pos. | Corridore      | Squadra   | Tempo    |
| ---- | -------------- | --------- | -------- |
| 1    | André Greipel  | Columbia  | 3h45'27" |
| 2    | Baden Cooke    | UniSA     | s.t.     |
| 3    | Stuart O'Grady | Saxo Bank | s.t.     |

| Pos. | Corridore      | Squadra   | Tempo    |
| ---- | -------------- | --------- | -------- |
| 1    | André Greipel  | Columbia  | 3h45'16" |
| 2    | Baden Cooke    | UniSA     | a 5"     |
| 3    | Stuart O'Grady | Saxo Bank | a 5"     |

### 2ª tappa
- 21 gennaio: Hahndorf > Stirling – 145 km

| Pos. | Corridore      | Squadra    | Tempo    |
| ---- | -------------- | ---------- | -------- |
| 1    | Allan Davis    | Quick Step | 3h46'25" |
| 2    | Graeme Brown   | Rabobank   | s.t.     |
| 3    | Martin Elmiger | AG2R       | a 2"     |

| Pos. | Corridore     | Squadra    | Tempo    |
| ---- | ------------- | ---------- | -------- |
| 1    | Allan Davis   | Quick Step | 7h31'42" |
| 2    | André Greipel | Columbia   | a 3"     |
| 3    | Graeme Brown  | Rabobank   | a 4"     |

### 3ª tappa
- 22 gennaio: Unley > Victor Harbor – 136 km

| Pos. | Corridore      | Squadra    | Tempo    |
| ---- | -------------- | ---------- | -------- |
| 1    | Graeme Brown   | Rabobank   | 3h15'35" |
| 2    | Allan Davis    | Quick Step | s.t.     |
| 3    | Stuart O'Grady | Saxo Bank  | s.t.     |

| Pos. | Corridore      | Squadra    | Tempo     |
| ---- | -------------- | ---------- | --------- |
| 1    | Allan Davis    | Quick Step | 10h47'11" |
| 2    | Graeme Brown   | Rabobank   | s.t.      |
| 3    | Stuart O'Grady | Saxo Bank  | a 5"      |

### 4ª tappa
- 23 gennaio: Burnside Village > Angaston – 143 km

| Pos. | Corridore          | Squadra    | Tempo    |
| ---- | ------------------ | ---------- | -------- |
| 1    | Allan Davis        | Quick Step | 3h29'35" |
| 2    | Graeme Brown       | Rabobank   | s.t.     |
| 3    | José Joaquín Rojas | GCE        | s.t.     |

| Pos. | Corridore      | Squadra    | Tempo     |
| ---- | -------------- | ---------- | --------- |
| 1    | Allan Davis    | Quick Step | 14h16'36" |
| 2    | Graeme Brown   | Rabobank   | a 4"      |
| 3    | Stuart O'Grady | Saxo Bank  | a 15"     |

### 5ª tappa
- 24 gennaio: Snapper Point > Willunga – 148 km

| Pos. | Corridore          | Squadra      | Tempo    |
| ---- | ------------------ | ------------ | -------- |
| 1    | Allan Davis        | Quick Step   | 3h28'33" |
| 2    | José Joaquín Rojas | C. d'Epargne | s.t.     |
| 3    | Martin Elmiger     | AG2R         | s.t.     |

| Pos. | Corridore          | Squadra      | Tempo     |
| ---- | ------------------ | ------------ | --------- |
| 1    | Allan Davis        | Quick Step   | 17h44'59" |
| 2    | Stuart O'Grady     | Saxo Bank    | a 25"     |
| 3    | José Joaquín Rojas | C. d'Epargne | a 30"     |

### 6ª tappa
- 25 gennaio: Circuito di Adelaide – 90 km

| Pos. | Corridore         | Squadra  | Tempo    |
| ---- | ----------------- | -------- | -------- |
| 1    | Francesco Chicchi | Liquigas | 1h42'00" |
| 2    | Robbie McEwen     | Katusha  | s.t.     |
| 3    | Graeme Brown      | Rabobank | s.t.     |

| Pos. | Corridore          | Squadra      | Tempo     |
| ---- | ------------------ | ------------ | --------- |
| 1    | Allan Davis        | Quick Step   | 19h26'59" |
| 2    | Stuart O'Grady     | Saxo Bank    | a 25"     |
| 3    | José Joaquín Rojas | C. d'Epargne | a 30"     |

## Evoluzione delle classifiche
| Tappa              | Vincitore          | Classifica generale Maglia ocra | Classifica scalatori Maglia King of the Mountain | Classifica a punti Maglia Sprint | Classifica giovani Maglia Young rider's | Classifica a squadre Maglia Winning team | Corridore più aggressivo Maglia Most aggressive rider's |
| ------------------ | ------------------ | ------------------------------- | ------------------------------------------------ | -------------------------------- | --------------------------------------- | ---------------------------------------- | ------------------------------------------------------- |
| 1ª                 | André Greipel      | André Greipel                   | non assegnata                                    | Olivier Kaisen                   | Jacopo Guarnieri                        | Team Milram                              | Olivier Kaisen                                          |
| 2ª                 | Allan Davis        | Allan Davis                     | Andoni Lafuente                                  | Olivier Kaisen                   | José Joaquín Rojas                      | Rabobank                                 | Aaron Kemps                                             |
| 3ª                 | Graeme Brown       | Allan Davis                     | Markel Irizar                                    | Stuart O'Grady                   | José Joaquín Rojas                      | Team Columbia-High Road                  | Cameron Meyer                                           |
| 4ª                 | Allan Davis        | Allan Davis                     | Andoni Lafuente                                  | Allan Davis                      | José Joaquín Rojas                      | Française des Jeux                       | Vladimir Efimkin                                        |
| 5ª                 | Allan Davis        | Allan Davis                     | Andoni Lafuente                                  | Allan Davis                      | José Joaquín Rojas                      | Française des Jeux                       | Jack Bobridge                                           |
| 6ª                 | Francesco Chicchi  | Allan Davis                     | Markel Irizar                                    | Allan Davis                      | José Joaquín Rojas                      | Française des Jeux                       | Wesley Sulzberger                                       |
| Classifiche finali | Classifiche finali | Allan Davis                     | Markel Irizar                                    | Allan Davis                      | José Joaquín Rojas                      | Française des Jeux                       |                                                         |

## Classifiche finali

### Classifica generale
| Pos. | Corridore          | Squadra      | Tempo     |
| ---- | ------------------ | ------------ | --------- |
| 1    | Allan Davis        | Quick Step   | 13h26'59" |
| 2    | Stuart O'Grady     | Saxo Bank    | a 25"     |
| 3    | José Joaquín Rojas | C. d'Epargne | a 30"     |
| 4    | Martin Elmiger     | AG2R         | s.t.      |
| 5    | Wesley Sulzberger  | F. des Jeux  | a 37"     |
| 6    | Michael Rogers     | Columbia     | a 38"     |
| 7    | Matthew Wilson     | UniSA        | a 39"     |
| 8    | Mauro Santambrogio | Lampre       | a 40"     |
| 9    | Jussi Veikkanen    | F. des Jeux  | s.t.      |
| 10   | Mickaël Chérel     | F. des Jeux  | s.t.      |

### Classifica a punti
| Pos. | Corridore       | Squadra    | Punti |
| ---- | --------------- | ---------- | ----- |
| 1    | Allan Davis     | Quick Step | 30    |
| 2    | Graeme Brown    | Rabobank   | 24    |
| 3    | Andoni Lafuente | Euskaltel  | 20    |
| 4    | Stuart O'Grady  | Saxo Bank  | 18    |
| 4    | Travis Meyer    | UniSA      | 16    |

### Classifica scalatori
| Pos. | Corridore        | Squadra   | Punti |
| ---- | ---------------- | --------- | ----- |
| 1    | Markel Irizar    | Euskaltel | 54    |
| 2    | Andoni Lafuente  | Euskaltel | 46    |
| 3    | Olivier Kaisen   | Silence   | 24    |
| 4    | Jack Bobridge    | UniSA     | 22    |
| 5    | Thomas Rohregger | Milram    | 20    |

### Classifica giovani
| Pos. | Corridore          | Squadra      | Tempo     |
| ---- | ------------------ | ------------ | --------- |
| 1    | José Joaquín Rojas | C. d'Epargne | 19h27'29" |
| 2    | Wesley Sulzberger  | F. des Jeux  | a 7"      |
| 3    | Mickaël Chérel     | F. des Jeux  | a 10"     |
| 4    | Simon Clarke       | UniSA        | a 19"     |
| 5    | Christian Meier    | Garmin       | s.t.      |

### Classifica a squadre
| Pos. | Squadra                 | Tempo     |
| ---- | ----------------------- | --------- |
| 1    | Française des Jeux      | 58h22'57" |
| 2    | Caisse d'Epargne        | a 8"      |
| 3    | AG2R La Mondiale        | a 11"     |
| 4    | Team Garmin-Slipstream  | a 18"     |
| 4    | Team Columbia-High Road | a 35"     |

## Punteggi UCI
| Pos. | Corridore          | Squadra      | Punti |
| ---- | ------------------ | ------------ | ----- |
| 1    | Allan Davis        | Quick Step   | 122   |
| 2    | Stuart O'Grady     | Saxo Bank    | 87    |
| 3    | José Joaquín Rojas | C. d'Epargne | 77    |
| 4    | Martin Elmiger     | AG2R La M.   | 64    |
| 5    | Wesley Sulzberger  | F. des Jeux  | 50    |
| 6    | Michael Rogers     | Columbia     | 40    |
| 7    | Mauro Santambrogio | Lampre       | 20    |
| 8    | Graeme Brown       | Rabobank     | 16    |
| 9    | Jussi Veikkanen    | F. des Jeux  | 10    |
| 10   | Francesco Chicchi  | Liquigas     | 6     |
| 11   | André Greipel      | Columbia     | 6     |
| 12   | Robbie McEwen      | Katusha      | 5     |
| 13   | Mikaël Cherel      | F. des Jeux  | 4     |
| 14   | George Hincapie    | Columbia     | 2     |
| 15   | Luis León Sánchez  | C. d'Epargne | 1     |
| 16   | Jérémy Roy         | F. des Jeux  | 1     |
| 17   | Mark Renshaw       | Columbia     | 1     |
| 18   | Greg Henderson     | Columbia     | 1     |
| 19   | Jacopo Guarnieri   | Liquigas     | 1     |

| Pos. | Squadra                 | Punti |
| ---- | ----------------------- | ----- |
| 1    | Quick Step              | 122   |
| 2    | Team Saxo Bank          | 87    |
| 3    | Caisse d'Epargne        | 78    |
| 4    | Française des Jeux      | 65    |
| 5    | AG2R La Mondiale        | 64    |
| 6    | Team Columbia-High Road | 50    |
| 7    | Lampre-N.G.C.           | 20    |
| 8    | Rabobank                | 16    |
| 9    | Liquigas                | 7     |
| 10   | Team Katusha            | 5     |

| Pos. | Squadra       | Punti |
| ---- | ------------- | ----- |
| 1    | Australia     | 315   |
| 2    | Spagna        | 78    |
| 3    | Svizzera      | 64    |
| 4    | Italia        | 27    |
| 5    | Finlandia     | 10    |
| 6    | Germania      | 6     |
| 7    | Francia       | 5     |
| 8    | Stati Uniti   | 2     |
| 9    | Nuova Zelanda | 1     |